# Thompson (Automobilhersteller)
Thompson war ein US-amerikanischer Hersteller von Automobilen.

## Unternehmensgeschichte
Andrew C. Thompson betrieb das Unternehmen mit Sitz in Plainfield in New Jersey. 1901 stellte er einige Automobile her, die er als Thompson verkaufte.
Zwei Jahre später war Thompson an der Mackle-Thompson Automobile Company beteiligt.
Weitere US-amerikanische Hersteller von Personenkraftwagen der Marke Thompson waren Zenas Thompson & Brothers und Thompson Automobile Company.

## Fahrzeuge
Im Angebot standen ausschließlich Elektroautos. Zwei verschiedene Modelle sind überliefert.
Das kleinere hatte einen Elektromotor mit 1,25 PS Leistung. Die Höchstgeschwindigkeit war mit 19 km/h angegeben und die Reichweite mit 32 km. Der Aufbau war ein Runabout. Der Neupreis betrug 800 US-Dollar.
Das größere Modell hatte einen Motor mit 2,5 PS. 29 km/h Höchstgeschwindigkeit und 64 km Reichweite werden genannt. Das Fahrzeug war als Stanhope karosseriert und kostete 1600 Dollar.